# Richard Heuberger der Jüngere
Richard Heuberger der Jüngere (* 30. März 1884 in Wien; † 18. November 1968 in Innsbruck) war ein österreichischer Historiker und Sohn des Komponisten Richard Heuberger des Älteren.

## Laufbahn
Heubergers Studium der Geschichte folgten Promotion und Habilitation. Anschließend wurde er mit einem Lehrauftrag an der Universität Innsbruck betraut. Einer kurzen Karriere als Archivar am Statthaltereiarchiv folgte eine akademische am Institut für Geschichte der Universität Innsbruck. Neben Harold Steinacker war Heuberger dort Ao. Professor für Mittelalterliche Geschichte. Heuberger beantragte am 18. Mai 1938 die Aufnahme in die NSDAP und wurde rückwirkend zum 1. Mai desselben Jahres aufgenommen (Mitgliedsnummer 6.228.310). 1946 wurde er wegen dieser Mitgliedschaft in der NSDAP zumindest vorübergehend pensioniert, endgültig 1949. Die Begründung der Pensionierung wegen früheren Fehlverhaltens war kontrovers gewesen, zuletzt wurde stattdessen auf seine Sehbehinderung (Heuberger litt an einer Netzhautablösung und war seit etwa 1920 vollständig erblindet) verwiesen.

## Lehr- und Forschungsschwerpunkte
Schwerpunkt Heubergers Forschungs- und Lehrtätigkeit waren zuerst Urkunden (Diplomatik), wobei gleichermaßen Fragen der allgemeinen Urkundenlehre wie auch Spezialprobleme der Tiroler Quellen, insbesondere im Zusammenhang mit dem „Tiroler Urkundenbuch“, bearbeitet wurden.
Infolge eines Sturzes an der italienischen Front im Ersten Weltkrieg erlitt er eine schwere Sehbehinderung und wandte sich historischen Bereichen zu, die er mithilfe von Vorleserinnen bewältigen konnte. Diese Themen gruppierten sich um die Geschichte Tirols in der Antike und im Mittelalter und erfassten so auch
- die römischen Provinzen Raetia und Noricum und die später aus diesen hervorgegangenen Verwaltungseinheiten (zivil, militärisch, kirchlich);
- die Bewohner und Ethnien entsprechender Gebiete in den Alpen bzw. in deren Nachbarschaft, vor allem die Räter antiker Quellen, nach denen die Provinz Raetia benannt wurde.

## NS-Vorwurf
Im Entnazifizierungsverfahren bzw. gegenüber einer Überprüfungskommission der Universität Innsbruck hielt Heuberger an einer großdeutschen Einstellung und an seiner Empörung über die Aufteilung Österreichs und Deutschlands nach dem Ersten Weltkrieg fest, die seiner Meinung nach „historische Bezüge“ wie besonders die Zusammengehörigkeit von Tirolern und Bayern missachtete. Diese Einstellung brachte er sogar in einer Fußnote zu seiner Publikation zu Osträtien und Grafschaft Tirol zum Ausdruck, was ihm Kritik von wissenschaftlicher Seite aus eintrug. Er verteidigte sich damit, stets als Historiker gedacht und gehandelt zu haben, daher seine (vermutliche, nicht ganz geklärte) Mitgliedschaft in der NSDAP bereits zwischen 1934 und 1938, als die NSDAP in Österreich verboten war. Heuberger gab an, sich aufgrund der Besetzung der Tschechoslowakei gegen die Politik des Dritten Reichs gewendet zu haben, er sei immer Demokrat gewesen. In den letzten Kriegsmonaten stellte er seine Wohnung der Widerstandsgruppe O5 (in der sein Patenkind Fritz Molden aktiv war) und zwei getarnten französischen Offizieren zur Verfügung. Für die vorzeitige Pensionierung schien zuletzt weniger früheres Fehlverhalten ausschlaggebend gewesen zu sein als sein fortgesetztes großdeutsches Bekenntnis.

## „Deutschtum“ und heutige Bedeutung
Eine Bevorzugung bestimmter Ethnien, gar als „Herrenrasse“, ist in Heubergers Werk nicht zu erkennen. Am Anfang seines Beitrags über die Räter bedauerte er, dass der früheren rätischen Besiedlung der mittleren Alpen nur noch in der Schweiz (Rhätische Bahn, Rätisches Museum in Chur) gedacht wird, weniger in Tirol – hier karikierte er eine früher in Tirol vielleicht herrschende „geschichtsvergessene“ Vorstellung, Tirol sei unmittelbar nach der Sintflut deutsch besiedelt worden.
Allerdings weckte seine Wortwahl Verdacht in „völkischer“ Hinsicht, besonders wenn er vom „Volkstum“ und der „Gesittung“ der Räter sprach. Hierbei zeigte sich Heuberger jedoch wohl nur als Feind fremdsprachlicher Fachausdrücke, wenn solche auch in der Sprache seines Fachs längst eingebürgert waren. Wenn er über die „Gesittung“ der Räter schreibt, ging es ihm offenbar einfach um deren Zivilisationsstand oder die Art der Kultur. Seine Bezeichnung „Volkstum“ betrifft wohl einfach die ethnische Zusammensetzung bzw. Verwandtschaftsverhältnisse. Er sprach auch stets vom „römischen Freistaat“, wenn es offenbar um die römische Republik geht (deren Verfassung bis zum Prinzipat „res publica libera“ war.).
Heubergers scharfsinnige und tiefgründige Zusammenschauen und Analysen antiker Quellen über die Räter und die Provinz Raetia sind auch heute noch beachtenswert. Diese Quellen sind allerdings (in Hinsicht auf die Räter und die verwaltungsmäßige Gestaltung der Provinz) äußerst dürftig (Heuberger weist stets deutlich darauf hin). Ihre Interpretationen (auch die Heubergers) müssen daher eher als Forschungs- und Diskussionsbeiträge verstanden werden, nicht als Darstellungen des Stands der Forschung. Es ist auch vorgekommen, dass Heuberger seine Meinung geändert hat.
Heuberger hat auch die archäologische Forschung seiner Zeit berücksichtigt. Allerdings ist auch diese zeittypischen Moden und Meinungen unterworfen. So wurde es seit Ende des 19. Jahrhunderts populär, die Räter und ihre venetischen Nachbarn als „Illyrer“ zu betrachten – Heuberger schloss sich dem an. Diese Vorstellungen sind inzwischen verworfen worden.

## Publikationen (Auswahl)
Eigene Bände
- Richard Heuberger: Allgemeine Urkundenlehre für Deutschland und Italien (= Grundriß der Geschichtswissenschaft. Band 1/2a). Teubner, Leipzig/Berlin 1921 (67 Seiten).
- Richard Heuberger: Rätien im Altertum und Frühmittelalter. Forschungen und Darstellungen. Band I. Wagner, Innsbruck 1932 (= Schlern-Schriften. Bd. 20; Neudrucke Scientia, Aalen 1971 und 1981; XIII, 328 Seiten, 4 Tafelseiten).
- Richard Heuberger: Das Burggrafenamt im Altertum. Wagner, Innsbruck 1935 (= Schlern-Schriften. Bd. 28, IIX, 112 Seiten, 2 Tafelseiten; PDF; 14,68 MB).
- Richard Heuberger: Vom alpinen Osträtien zur Grafschaft Tirol. Die raumpolitische Entwicklung einer mittelalterlichen deutschen Grenzlandschaft. Wagner, Innsbruck 1935 (= Schlern-Schriften. Bd. 29, 35 Seiten; PDF; 7,24 MB).

Beiträge zu Zeitschriften und Sammelwerken
- Ethnien
  -  Richard Heuberger: Natio Noricorum et Pregnariorum. Beiträge zur Frühgeschichte der Baiern und der Alpenromanen des Eisacktales und des Vinschgaus. In: Veröffentlichungen des Museum Ferdinandeum in Innsbruck. Heft X, Wagner, Innsbruck 1930, S. 1–52 (PDF; 5,99 MB).
  -  Richard Heuberger: Räterwein und Etschland. In: Der Schlern. Bd. 16, 1935, S. 422–424 (PDF; 393 kB).
  -  Richard Heuberger: Die Räter. In: Zeitschrift des Deutschen Alpenvereins. Jg. 1939, S. 186–193 (PDF; 5,89 MB).

- Provinz Raetia
  -  Richard Heuberger: Raetia prima und Raetia secunda. In: Klio. Beiträge zur alten Geschichte. Bd. 24 (Neue Folge Band VI), 1931, S. 348–366 (PDF; 1,54 MB; vgl. Vom alpinen Osträtien zur Grafschaft Tirol).
  -  Richard Heuberger: Das ostgotische Rätien. In: Klio. Beiträge zur alten Geschichte. Bd. 30, 1937, S. 77–109 (PDF; 2,71 MB).
  -  Richard Heuberger: Wann wurde Rätien Provinz? In: Klio. Beiträge zur alten Geschichte. Bd. 34 (Neue Folge Band XVI), 1942, S. 290–292 (PDF; 321 kB).
  -  Richard Heuberger: Die Westgrenze Rätiens. In: Prähistorische Zeitschrift. XXXIV / V. Band, 1949/1950, Zweite Hälfte, S. 47–57 (PDF; 4,25 MB).

- Bezug auf Tirol
  -  Richard Heuberger: Der Vinschgau im Altertum und Frühmittelalter. In: Der Schlern. Bd. 13, 1932, S. 132–137 (PDF; 11,2 MB).
  -  Richard Heuberger: Tirol in der Römerzeit. In: Hermann Wopfner und Franz Huter (Hrsg.): Tiroler Heimat. Jahrbuch für Geschichte und Volkskunde. Bd. 20 (1956). Tyrolia, Innsbruck 1957, S. 133–138 (PDF; 1,38 MB).
  -  Richard Heuberger: Älteste Ansichten über die Urbevölkerung Tirols. In: Ernest Troger und Georg Zwanowetz (Hrsg.): Beiträge zur geschichtlichen Landeskunde Tirols. Festschrift für Franz Huter. Wagner, Innsbruck 1959, S. 145–147 (= Schlern-Schriften. Bd. 207; PDF; 2,81 MB).